# Sport Recife
Der Sport Club do Recife, im deutschsprachigen Raum allgemein bekannt als Sport Recife, ist ein brasilianischer Fußballverein in Recife im Bundesstaat Pernambuco. Der „Löwe des Nordostens“ (Leão do Nordeste), wie der Verein auch gerne bezeichnet wird, spielt zuletzt von 2014 bis 2021 in der ersten Liga Série A.

## Geschichte

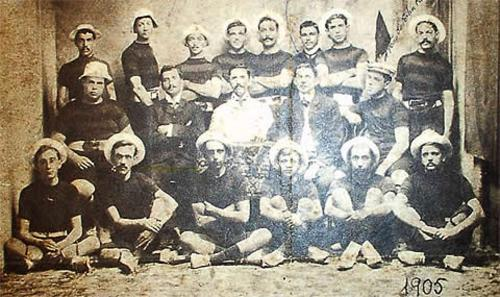
Sport im Jahr 1905

Sport wurde am 13. Mai 1905 von Guilherme Fonseca ins Leben gerufen. Im selben Jahr bestritt der Verein sein erstes Spiel gegen die English Eleven, ein Team gegründet von englischen Einwanderern. Das Spiel endete 1:1 und Torquato Gonçalves erzielte das erste Tor für den jungen Klub. 1915 nahm Sport zum ersten Mal an der Staatsmeisterschaft, dem Campeonato Pernambucano teil. Im Finale am 16. Dezember 1916 besiegte der Sport Club do Recife den Ortsrivalen Santa Cruz FC mit 4:1 und gewann damit erstmals die Provinzmeisterschaft.
Im Jahr 1987 errang Sport Recife, unter Trainer Émerson Leão, zum bislang einzigen Mal die nationale Meisterschaft, das Campeonato Brasileiro, wenngleich die Titelvergabe in jener Saison sehr kontrovers vonstattenging. Dieser Sieg gestattete die Teilnahme an der Copa Libertadores, bei der Sport aber als Dritter in einer Gruppe mit Guarani FC sowie Alianza Lima und Universitario Lima aus Peru ausschied.

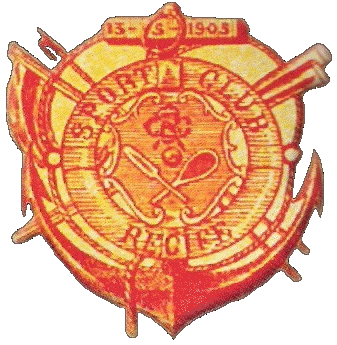
Historisches Vereinsemblem

In den 1990ern erlebte die Mannschaft eine Talfahrt, die von Auf- und Abstiegen gezeichnet war. Als besonders erfolgreich ging aber das Jahr 2008 in die Vereinsgeschichte ein. Es gelang nicht nur, zum dritten Mal in Serie den Staatsmeistertitel von Pernambuco zu gewinnen und auch mit dem 11. Rang in der Série A die Klasse zu halten, sondern auch der erste Gewinn im nationalen Pokalwettbewerb, der Copa do Brasil. Im Finalhinspiel verlor Sport im Juni vor der Rekordkulisse des Turnieres von 63.871 Zuschauern im Morumbi-Stadion von São Paulo gegen die gastgebenden SC Corinthians mit 1:3. Der Treffer des Einwechselspielers Enilton in der Schlussminute war dabei Gold wert, denn damit genügte dem Team aus Recife ein 2:0 im Rückspiel im Juni um aufgrund der Auswärtstorregel den Pokal zu gewinnen. Damit ist Sport nicht nur der erste Verein aus dem Nordosten des Landes der diesen Wettbewerb gewinnt, sondern auch zum zweiten Mal für die Copa Libertadores qualifiziert.
Der Club stieg am Ende der Saison 2009 als 20. und letzter mit 7 Siegen und 31 Punkten aus 38 Spielen ab. Im Jahr 2011 schaffte die Mannschaft den Wiederaufstieg in die erste brasilianische Liga. In der Série A 2012 stieg der Verein jedoch als Siebzehnter direkt wieder ab. In der Série B 2013 schaffte die Fußballmannschaft nochmal den Wiederaufstieg in die erste Liga mit einem dramatischen Spiel gegen Boa EC, eine Mannschaft aus Minas Gerais, mit dem Ergebnis 3:2. In der Série A 2021 konnte die Klasse nicht mehr gehalten. 2024 erreichte Sport in der Série B 2024 den dritten Platz und damit die Rückkehr in die Série A.

## Stadion
Der Verein trägt seine Heimspiele im Estádio Adelmar da Costa Carvalho, benannt nach einem vormaligen Vereinspräsidenten, das im Allgemeinen nur nach seiner Lage als Ilha do Retiro bezeichnet wird. Das Stadion wurde am 4. Juli 1937 mit dem Eröffnungsspiel von Sport gegen den Ortsrivalen Santa Cruz FC eingeweiht. Sport gewann hier mit 6:5.
Das Stadion mit seinem 105 m × 78 m Spielfeld hat eine Kapazität von 35.000 Zusehern. Der Zuschauerrekord wurde am 7. Juni 1987 aufgestellt. 56.875 Zuseher sahen hier den 2:0-Erfolg von Sport im Spiel gegen CA Porto um die Staatsmeisterschaft von Pernambuco.
Das Ilha do Retiro war bei der Fußball-Weltmeisterschaft 1950 Austragungsort des Vorrundenspieles zwischen Chile und den USA. Nachdem die USA im Spiel zuvor noch England mit 1:0 besiegen konnten, unterlagen sie hier aber Chile mit 2:5.

## Die Profimannschaft
Stand: 16. Januar 2025
| Nr. |             | Position | Name                |
| --- | ----------- | -------- | ------------------- |
| 1   | Brasilien   | TW       | Denis               |
| 7   | Portugal    | ST       | Gonçalo Paciência   |
| 9   | Brasilien   | ST       | Gustavo Coutinho    |
| 11  | Brasilien   | ST       | Romarinho           |
| 13  | Brasilien   | AB       | Renzo               |
| 15  | Brasilien   | AB       | Rafael Thyere       |
| 16  | Brasilien   | AB       | Igor Cariús         |
| 20  | Argentinien | AB       | Leonel Di Plácido   |
| 21  | Brasilien   | TW       | Thiago Couto        |
| 22  | Brasilien   | TW       | Caíque França Godoy |
| 29  | Brasilien   | AB       | Dalbert Henrique    |
| 30  | Brasilien   | ST       | Chrystian Barletta  |
| 38  | Brasilien   | ST       | Dieguinho           |

| Nr. |             | Position | Name               |
| --- | ----------- | -------- | ------------------ |
| 44  | Brasilien   | ST       | Chico              |
| 47  | Brasilien   | MF       | Fábio Matheus      |
| 59  | Argentinien | MF       | Christian Ortíz    |
| 77  | Brasilien   | ST       | Lenny Lobato       |
| 99  | Brasilien   | ST       | Zé Roberto         |
|     | Brasilien   | AB       | Antônio Carlos     |
|     | Brasilien   | MF       | Lucas Lima         |
|     | Brasilien   | AB       | Matheus Alexandre  |
|     | Uruguay     | MF       | Fabricio Domínguez |
|     | Brasilien   | AB       | Hereda             |
|     | Brasilien   | ST       | Gustavo Maia       |
|     | Brasilien   | AB       | Marcelo Ajul       |

## Erfolge
- Meister von Brasilien: 1987[1]
- Pokalsieger von Brasilien: 2008
- Meister der Serie B: 1990
- Copa do Nordeste: 1994, 2000, 2014
- Campeonato Pernambucano: (45×): 1916, 1917, 1920, 1923–1925, 1928, 1938, 1941–1943, 1948–1949, 1953, 1955, 1956, 1958, 1961, 1962, 1975, 1977, 1980–1982, 1988, 1991–1992, 1994, 1996–2000, 2003, 2006, 2007, 2008, 2009, 2010, 2014, 2017, 2019, 2023, 2024, 2025

## Bekannte Spieler
| - Ademir de Menezes - Ely do Amparo - Carlinhos Bala - Sidney - Émerson Leão - Evanilson - Juninho Pernambucano | - Leozinho - Dario - Manga - Marcão - Marcelinho - Valdo - Vavá - Zetti |

## Bekannte Trainer (unvollständig)
| Name des Trainers  | Zeitraum                  | Bemerkung              |
| ------------------ | ------------------------- | ---------------------- |
| Givanildo Oliveira | 1983–1984                 |                        |
| Émerson Leão       | 1987–1988                 |                        |
| Givanildo Oliveira | 1991–1992                 |                        |
| Givanildo Oliveira | 1994–1995                 |                        |
| Ricardo Gomes      | 1999                      |                        |
| Émerson Leão       | 2000                      |                        |
| Adílson Batista    | 2005                      |                        |
| Givanildo Oliveira | 2006                      |                        |
| Geninho            | Juni 2007 – Dezember 2007 |                        |
| Nelsinho Baptista  | 2008–2009                 | • 2008: Copa do Brasil |
| Givanildo Oliveira | 2009                      |                        |
| Émerson Leão       | 2009                      |                        |
| Geninho            | 2010 bis ?                |                        |

## Frauenfußball
Das Frauenteam von Sport Recife ist aktuell eines der Erstligateams der brasilianischen Meisterschaft der Frauen.
Erfolge:
- Staatsmeisterschaft von Pernambuco: 1999, 2000, 2007, 2008, 2009, 2017, 2018, 2022, 2023, 2024